# Cameron Lard
Cameron Lard (Natchitoches, Luisiana, 6 de septiembre de 1997) es un baloncestista estadounidense que, con 2,06 metros de altura, juega en la posición de ala-pívot o pívot. Representa a El Salvador a nivel internacional, actuando como jugador nacionalizado.

## Trayectoria
Lard fue reclutado en 2017 por la Universidad Estatal de Iowa para formar parte de los Cyclones, el equipo de baloncesto de la institución que compite en la Big 12 Conference de la División I de la NCAA. Pese a que le aportó mucho al equipo tanto ofensiva como defensivamente, la mala relación con su entrenador por cuestiones disciplinarias lo llevó a tomar la decisión de concluir su carrera en el baloncesto universitario tras culminar su temporada como sophomore y declarar su elegibilidad para el Draft de la NBA de 2019.
Aunque no fue seleccionado por ninguna franquicia, Lard consiguió jugar en la NBA Summer League de 2019 con los Orlando Magic, donde pudo exhibir su talento. Sin lugar en la NBA, a comienzos de septiembre se incorporó al Afyon Belediyespor de Turquía, pero dos semanas después, aún en pretemporada, fue desvinculado del equipo. El pívot regresó a su país y se presentó al Draft de la NBA G League de 2019 a fines de octubre, siendo elegido por los College Park Skyhawks, pero, tras entrenar con el equipo diez días, fue convertido en agente libre. En consecuencia Lard se presentó al Combine de la BAL organizado en Brooklyn en diciembre, con la esperanza de conseguir un contrato para jugar en África. Ello finalmente no sucedió, pero la experiencia le sirvió para que el Lakeland Magic se fijase en él y lo sumara a su plantel. Con los floridanos jugó sólo 2 partidos antes de ser cortado del equipo.
En enero de 2020 se unió al Pueblo Nuevo del Torneo de Baloncesto de Santiago en la República Dominicana. Allí estuvo hasta mediados de marzo, sufriendo un accidente en motocicleta que lo obligó a retornar a su país antes de que el campeonato finalizase. Luego de varios meses inactivo -donde se frustró su contratación a los Correcaminos UAT Victoria de la Liga Nacional de Baloncesto Profesional de México-, retornó a la República Dominicana para actuar nuevamente con Pueblo Nuevo y luego con Plaza Valerio. Cerró su año jugando con los Leones de Managua en la Liga Superior de Baloncesto de Nicaragua.
En 2022 jugó para Plaza Valerio y Correcaminos de la Parte Baja de República Dominicana durante el primer semestre, y para Centauros de Portuguesa de Venezuela y Santa Tecla BC de El Salvador durante el segundo.
Los London Lightning le dieron la oportunidad de jugar en la NBL de Canadá durante los primeros meses de 2023, pudiendo consagrarse campeón del torneo con el equipo.

## Selección nacional
Lard adquirió la nacionalidad salvadoreña por un acuerdo con la Federación Salvadoreña de Baloncesto en 2023, lo que le permitió representar a El Salvador en los XXIV Juegos Centroamericanos y del Caribe organizados en San Salvador. 

## Vida privada
En mayo de 2020 fue arrestado en Des Moines, Iowa, por haber participado de las protestas por la muerte de George Floyd y haber sido acusado de vandalizar tiendas locales. Se levantaron cargos en su contra, pero en julio de 2021 fue declarado inocente en el juicio que se realizó en su contra.